# Songjeong (métro de Séoul)
Songjeong (en coréen : 마천역) est la station terminus ouest la ligne 5 du métro de Séoul. Elle est située adans l'arrondissement Gangseo-gu à Séoul en Corée du Sud.
Ouverte en 1996, Elle est desservie par les rames omnibus de la ligne 5.

## Situation sur le réseau

Plan du réseau du métro de Séoul (2023)

## Services aux voyageurs

### Desserte
Songjeong est desservie par les rames omnibus qui vont ou viennent de l'un des deux terminus de branche : Hanam Geomdansan ou Macheon

Installations
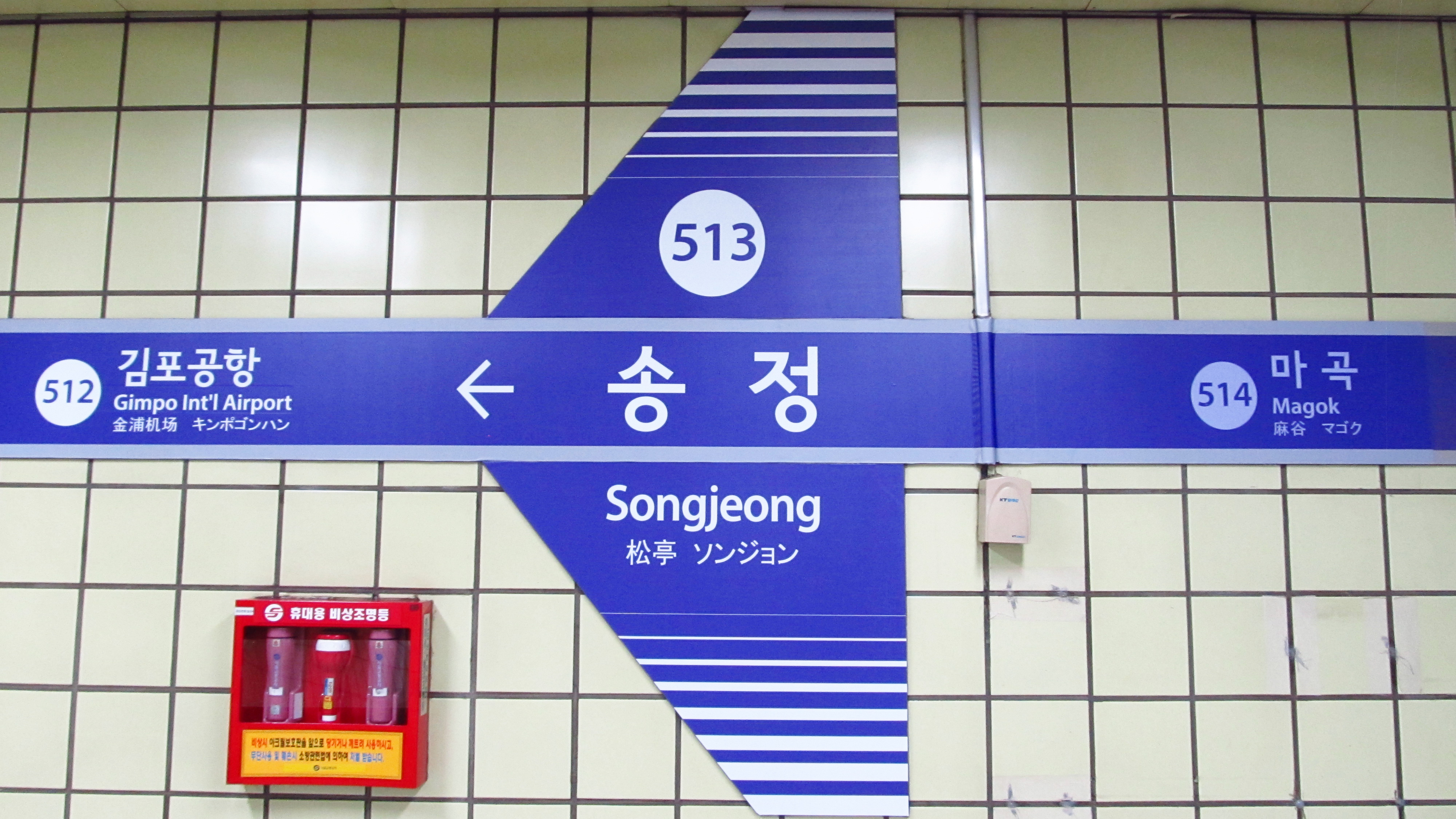
En 2018.
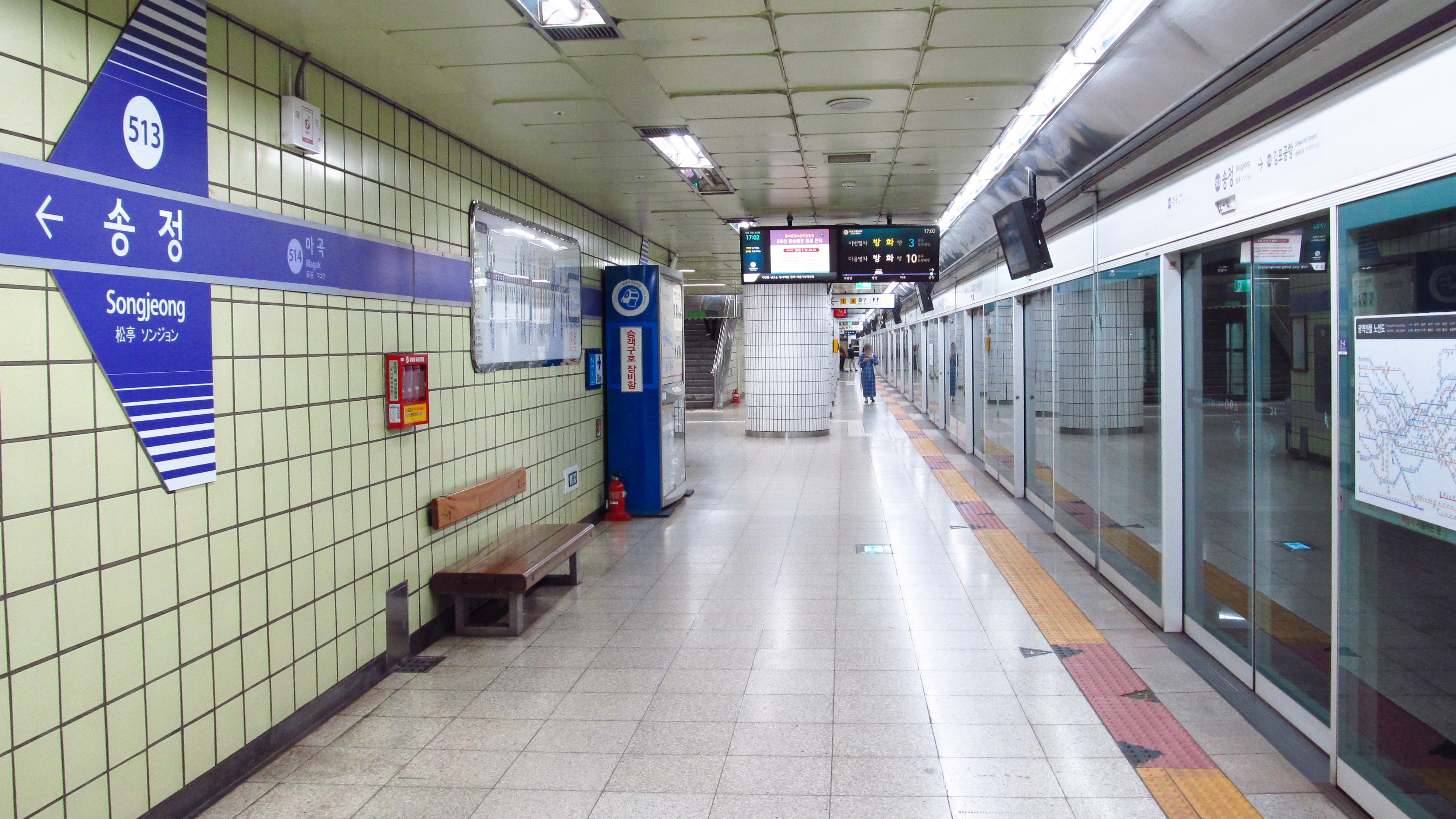
En 2018.

### Intermodalité
Des arrêts de bus sont situés à proximité.